# آراداتس
آراداتس (به صربی: Aradac) یک روستا در صربستان است که در ناحیه بانات مرکزی واقع شده‌است. آراداتس ۳٬۳۳۵ نفر جمعیت دارد و ۸۴ متر بالاتر از سطح دریا واقع شده‌است.